# Каньйоша (комуна)

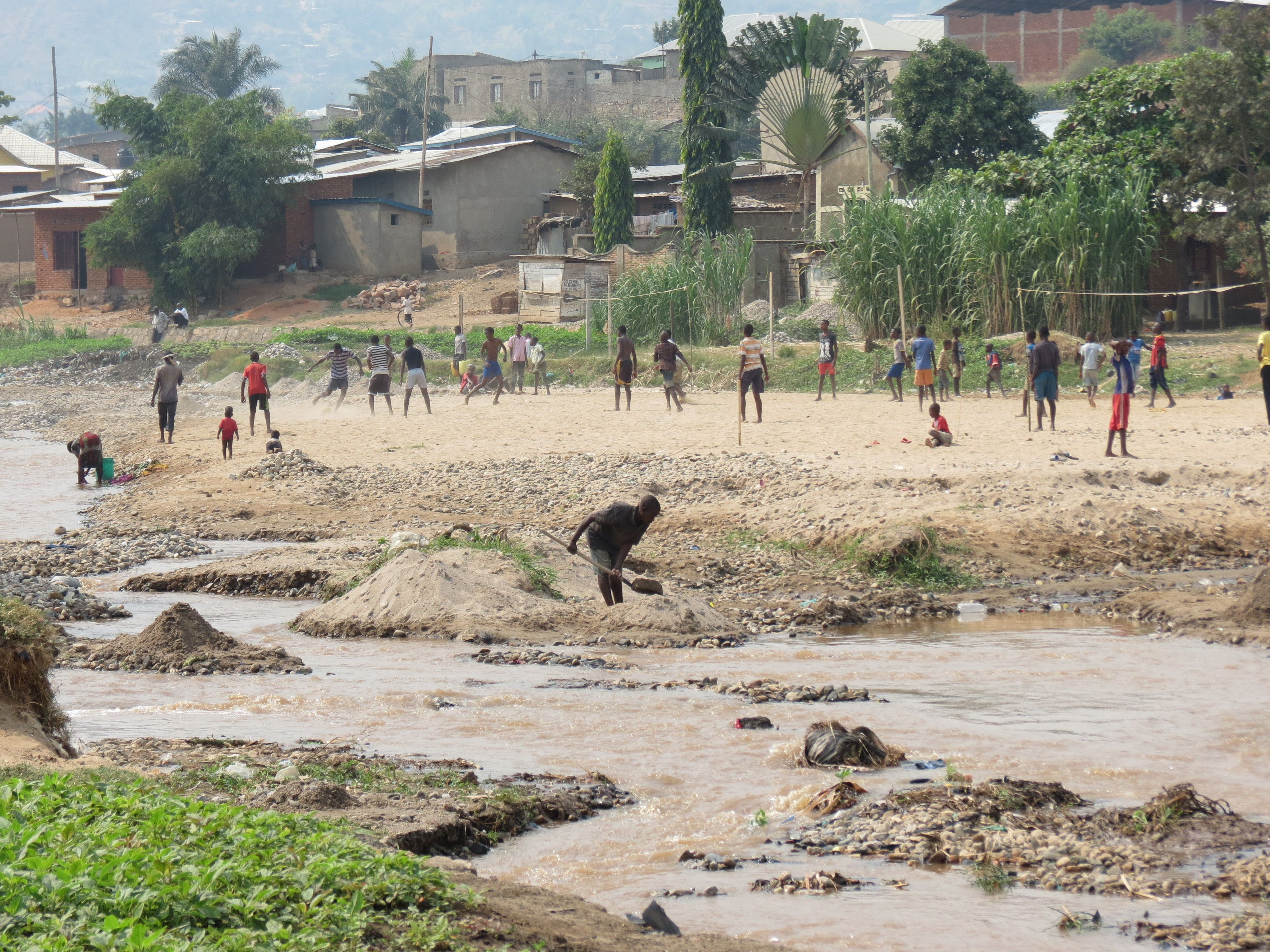
Каньйоша

 Каньйоша — одна з комун провінції Бужумбура-Рурал, сільського району, прилеглого до міста Бужумбура, на заході Бурунді. Центр — однойменне містечко Каньйоша.